# Winfried Ritsch

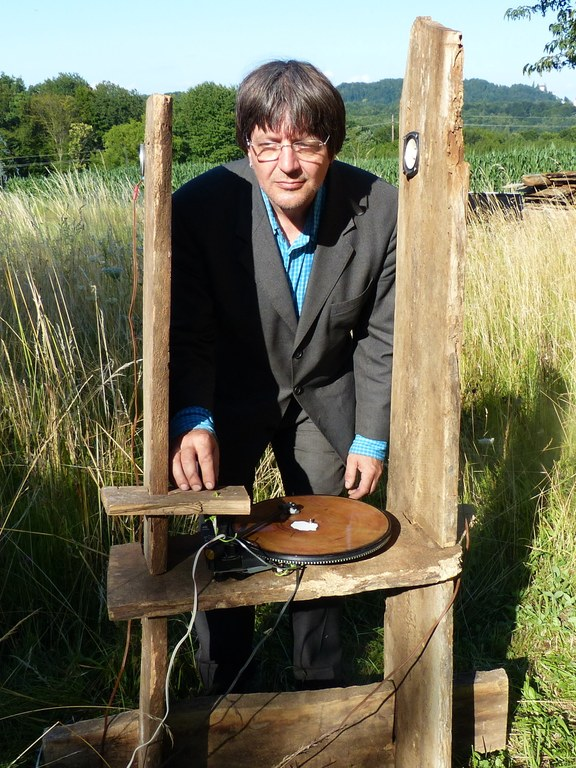
Winfried Ritsch, 2016

Winfried Ritsch (* 17. Jänner 1964 in Innsbruck) ist ein österreichischer Komponist. Neben seiner Tätigkeit als Entwickler von freier Soft- und Hardware im Bereich der Computermusik umfasst seine künstlerische Tätigkeit die Bereiche Radiokunst, Realisation von Performances, Installationen und Klangskulpturen, telematische Kunstprojekte (Netzwerke), Konzerte und Kompositionen.

## Leben
Winfried Ritsch legte im Jahr 1983 seine Matura an der Höheren technischen Bundeslehr- und Versuchsanstalt für Nachrichtentechnik in Innsbruck ab. Danach studierte er an der Technischen Universität Graz Elektrotechnik und schloss im Jahr 1994 mit dem Toningenieur-Diplom ebenda ab. Parallel dazu studierte er an der Universität für Musik und darstellende Kunst Graz Komposition bei Andrzej Dobrowolski und schloss ebenda im Jahr 1994 mit dem Diplom ab. In den Jahren von 1997 bis 2000 erlangte er an der Universität für Musik und darstellende Kunst Graz die Lehrbefugnis als Hochschuldozent mit künstlerisch-wissenschaftlicher Eignung ab.
Während seiner Anstellung als freier Tontechniker in den Jahren von 1986 bis 1989 am Schauspielhaus der Vereinigten Bühnen Graz gründete er im Jahr 1987 das Atelier Algorythmics, dessen Leiter er bis heute ist. In den Jahren von 1989 bis 1994 hatte Ritsch einen Lehrauftrag am Institut für Elektronische Musik und Akustik (IEM) in Graz. Im Jahr 1998 gründete er in Graz die Initiative Netzkultur, welche er bis zum Jahr 2009 leitete.
Nachdem Ritsch in den Jahren von 1994 bis 2000 als Hochschulassistent am Institut für Elektronische Musik und Akustik (IEM) in Graz tätig gewesen war, bekam er im Jahr 2000 eine außerordentliche Professur ebenda, welche er bis heute innehat. In den Jahren von 2001 bis 2003 war Ritsch Mitglied im Medienbeirats des Bundeskanzleramts Österreich für Kunst und Kultur. Zudem ist er seit dem Jahr 2004 Mitglied im Kulturbeirat der Stadt Graz.

## Auszeichnungen (Auswahl)
- 1994: Förderungspreis der Stadt Graz für Komposition[3]
- 1995: Artist in Residence, Banff Centre for Arts (Kanada)[3]
- 1996: Artist in Residence, Ars Electronica, Linz[3]
- 1997: Max-Brand-Preis der Stadt Wien (für elektroakustische Komposition)[3]
- 2020: Andrzej-Dobrowolski-Kompositionspreis des Landes Steiermark[4]

## Werke (Auswahl)

### Elektronische Musik
- Hexagrammatikon I, II – für 6 computergesteuerte Synthesizer (1988)[5]
- Abschnitt X – Solo für Tonbandzuspielung (1989)[5]
- Evolution 1, 2 – Zwei Stücke für 2 Tonbänder oder Live-Elektronik (1989)[5]
- Reactio – Installation zum Thema Algorithmische Klangskulpturen und Live-Elektronik (1990)[5]
- Transformation – Radiokunststück für die Serie RP4 im ORF-Kunstradio – Radiokunst (1990)[5]
- Heptaphon – Klangminiatur auf DAT (computergeneriert) (1991)[5]
- Exploration – Algorithmische Komposition (1991)[5]
- Konzert für stumme Diener 7 – Kammerkonzert für Plastiken (1992)[5]
- Die Aus-Maschinen der AusStellung – Installation im Rahmen der Ausstellung „AusStellung“ (1992)[5]
- Zerteilte Welten – Computergesteuertes telematisches Konzert an zwei Orten (1993)[5]
- Vermengungen – Konzert für Computer, 4 Musiker und 4 Environments (1994)[5]
- Versuch über das Vergessen 2 – Duo für Violine und elektrische Gitarre mit Live-Elektronik in Zusammenarbeit mit Bernhard Lang (1995)[5]
- The House of Sounds – Installation eines im Internet vernetzten Computers als Herberge für SoundLives (Mikrokompositionen) (1995)[5]
- Konzert (Version A) – Echtzeit-Komposition für IRCAM-Workstation, NeXT, Cello, Mikrofone, Raum und 4-Kanal-PA-Anlage (1996)[5]
- Impulsantwort – Algorithmische Echtzeitkomposition für Elektronik, Computer und Mikrofon (1996)[5]
- Versteckte Stimmen – Tonbandkomposition (1996)[5]
- Monolog – Konzert für Computer, Violoncello und Lautsprecher (1997)[5]
- Transmutal – Improvisations-Installation für Musiker, Computer, Synthesizer (1997)[5]
- Connecting – Installation für 5 computergesteuerte Klangplatten und Mischpult (1999)[5]
- Klangwandel – elektroakustische Installation über 12 Räume (2000)[5]
- Route-Tracer – Internet-Experiment-Installation mit sechs Computern, Lautsprecher und 3-D-Projektion (2000)[5]
- SoundData Flow I – Internet-Experiment-Installation mit Computer, sechs Klangplatten, Transducer und Lautsprecher (2001)[5]
- Relaxed Remi – für Livecomputer und Zuspielband (2001)[5]
- Godard Response – für Livecomputer und Samples (2001)[5]
- RaumFaltung – für zwei Mikrofone und Computer (2002)[5]

### Klanginstallationen
- Netzwerktrommeln – Präsentation einer interaktiven Netzwerkskulptur im Computernetzwerk Zeronet (1993)[5]
- Nebel (no communication) – Installation über mehrere Räume (Videos-Klang-Licht-Bilder-Nebel) (1993)[5]
- Randbedingungen – Reaktive Klangskulptur im öffentlichen Raum (1993)[5]
- CyberSculpt – Skizze einer interaktiven Klangskulptur, Objekt (1993)[5]
- Automatic DJ – Selbststeuernder Scratch-Plattenspieler (1994)[5]
- Superposition – Klanginstallation für 80 Lautsprecher in Zusammenarbeit mit Robert Rainer Höldrich (1995)[5]
- Im Auge des Taifuns – Klanginstallation in Zusammenarbeit mit Robert Rainer Höldrich (1995)[5]
- Der Besucher I – Autroide (Autonomer Roboter) mit TV-Sender (1995)[5]
- Die Farben Schwarz – Klanginstallation in Zusammenarbeit mit Robert Rainer Höldrich (1999)[5]
- Klangautomata – mechanisiertes Klavier, gruppierte Orgelpfeifen, Bassdrum, Marimba; spielen computergesteuert jeweils autonom und geben sich wechselweise Anstöße, alles nach Algorithmen; 25. November 2022 – 17. Januar 2023 im ESC.[6][7]